# Marit Larsen
Marit Elisabeth Larsen (sinh ngày 1 tháng 7 năm 1983), thường được biết với nghệ danh Marit Larsen, là một ca sĩ – nhạc sĩ người Na Uy. Sinh ra tại Lørenskog, Na Uy, Marit Larsen đạt được sự nổi tiếng trên toàn thế giới từ khi còn là thành viên ban nhạc M2M cùng với người bạn từ thuở nhỏ Marion Raven. Ban nhạc đã tan rã vào năm 2002 và hiện nay cô là ca sĩ solo.

## Sự nghiệp âm nhạc cùng M2M
Marit Larsen từng là thành viên của ban nhạc pop M2M cùng Marion Raven. Trong 2 người, Larsen được nhận ra với mái tóc sáng màu hơn và cô chơi ghi-ta, trong khi Raven chơi piano. Marit Larsen đã mở đầu sự nghiệp âm nhạc của mình ở tuổi 13 và 14 cùng Raven. Các bài hát của hai đứa trẻ đã được đề cử cho một số giải thưởng, trong đó có giải Spellemannprisen được coi là giải Grammy của Na Uy. Với việc đạt được những thành công rực rỡ, bộ đôi đã quyết tâm đi sâu vào thể loại nhạc pop. M2M chính thức bắt đầu có được một sự nghiệp âm nhạc quốc tế từ năm 1999, khi ca khúc "Don't Say You Love Me" được chọn là nhạc nền cho bộ phim hoạt hình Pokémon: The First Movie (một phần trong series hoạt hình Pokémon nổi tiếng) và đạt được thành công rực rỡ ở Hoa Kỳ. Sau khi đi lưu diễn vòng quanh thế giới, cho ra đời 2 album với những đĩa đơn thành công khác như "Mirror Mirror" và "Everything", M2M đã bị hãng đĩa Atlantic chấm dứt hợp đồng và nhóm đã tan rã tháng 9 năm 2002.

## Sự nghiệp solo
Sau khi M2M tan rã, Marit đã dành thời gian để tìm hướng đi cho sự nghiệp của mình. Năm 2004 và đầu năm 2005, Marit đã xuất hiện trở lại trong một vài chương trình âm nhạc tại Na Uy với mái tóc sẫm màu hơn cùng các ca khúc mới giàu âm thanh và lời ca. Tháng 10 năm 2004, Marit trình diễn 3 ca khúc mới bao gồm "This Time Tomorrow", "Recent Illusion" và "Walls" trên sóng radio của Tập đoàn truyền thông Na Uy (NRK), thể hiện khả năng chơi cả ghita và piano điêu luyện. Cô còn tham gia biểu diễn tại buổi hoà nhạc rất được chú ý và mong đợi ở Na Uy mang tên by:Larm.

### 2005–2007:Under the Surface
Mùa thu 2005, Marit bắt đầu thu âm album solo đầu tay mang tên Under the Surface trong khuôn khổ hợp đồng ghi âm mới của cô với hãng EMI. Under the Surface đã được phát hành ngày 6 tháng 3 năm 2006, bao gồm 11 ca khúc trong đó hầu hết đều do chính Marit tự sáng tác.

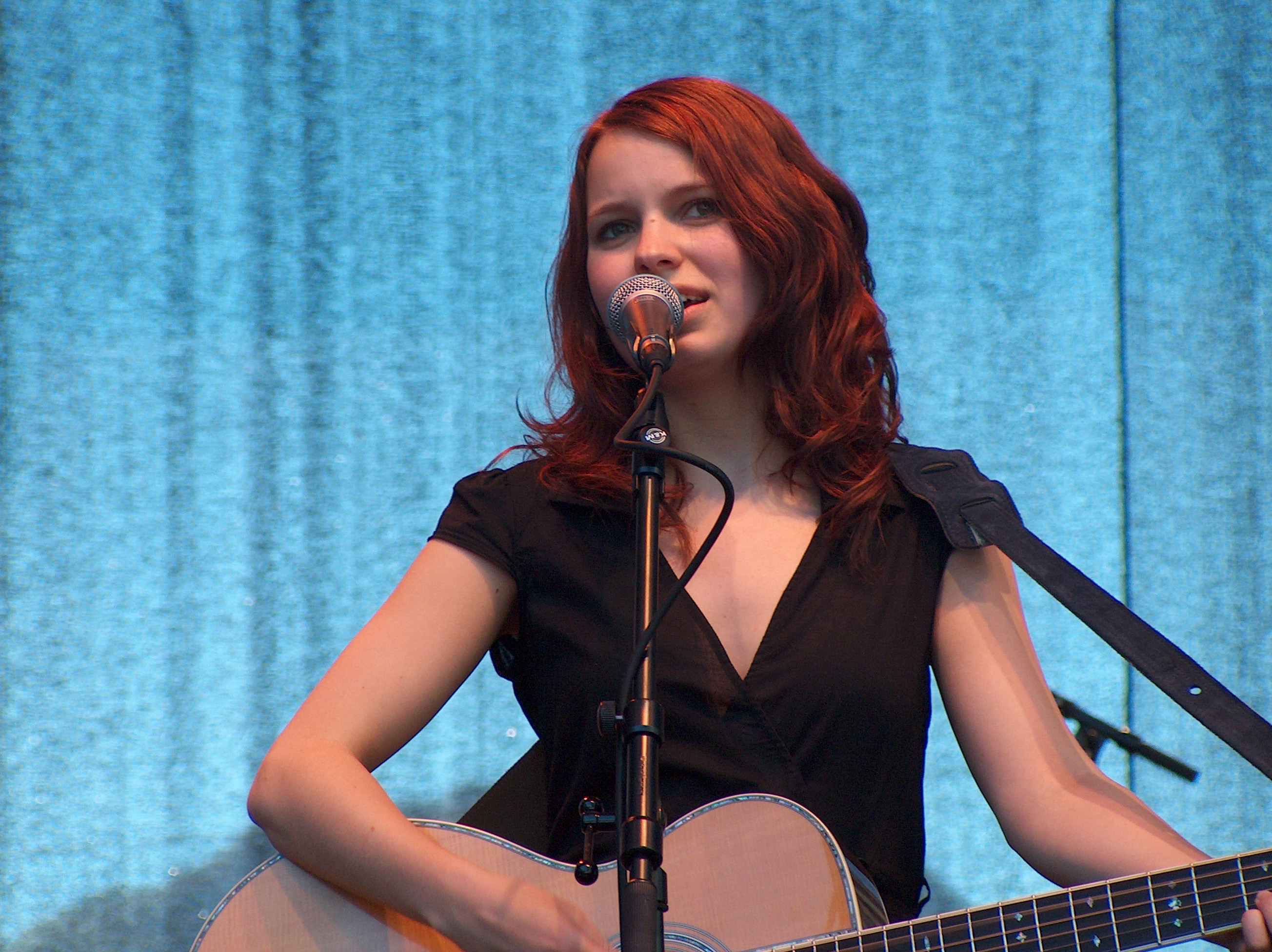
Marit Larsen trong một buổi hòa nhạc năm 2006

Đĩa đơn đầu tiên trích từ album, "Don't Save Me" đã gây tiếng vang lớn trên sóng radio khi bắt đầu được phát từ ngày 3 tháng 1 năm 2006 và nhanh chóng nhảy vào Top 10 trong nhiều bảng xếp hạng tại Na Uy. Sau 2 tuần kể từ khi đĩa đơn này được phát hành dưới dạng CD đĩa đơn, nó đã chiếm ngôi vị quán quân trên Bảng xếp hạng đĩa đơn chính thức của Na Uy và trụ vững tại #1 trong 5 tuần liên tục.
Sau thành công của đĩa đơn đầu tiên, cô đã phát hành tiếp đĩa đơn thứ 2, "Under the Surface". Trong vòng 1 tháng, nó đã trở thành ca khúc được chơi nhiều nhất trên các sóng phát thanh của Na Uy. "Only a Fool" và "Solid Ground" lần lượt là các đĩa đơn tiếp theo được phát hành từ album. Theo tạp chí Plan B (Na Uy), "rất nhiều người coi đây là album đáng mong đợi nhất trong năm 2006". Album đã đạt vị trí #3 về lượng đĩa bán ra tại Na Uy trong tuần đầu tiên phát hành. Chỉ sau 3 tuần (tính đến ngày 31 tháng 3 năm 2006), album này đã được trao tặng danh hiệu đĩa Vàng với lượng tiêu thụ trên 20.000 bản.
Cùng với việc phát hành album, Marit còn tham gia biểu diễn tại "Lyd i Morket" - loạt chương trình hòa nhạc từ thiện tại Na Uy vào đầu tháng 3 năm 2006. Cô bắt đầu một chuyến lưu diễn vòng quanh các câu lạc bộ tại Na Uy cuối tháng 4. Sau đó, Marit đã biểu diễn tại các liên hoan âm nhạc trên khắp Na Uy suốt mùa hè, và tiếp tục tổ chức thêm một chuyến lưu diễn vòng quanh các câu lạc bộ vào tháng 10 năm 2006.
Cuối năm 2006, Under the Surface đã được phát hành tại Ấn Độ & Thái Lan; còn video "Don't Save Me" cũng đã bắt đầu được phát sóng trên MTV châu Á từ tháng 11. Marit cũng bắt đầu xuất hiện trong nhiều chương trình nước ngoài, biểu diễn trong những sự kiện đặc biệt tại Đức, Tây Ban Nha, Ấn Độ vào tháng 9, 10 năm 2006 và tại Pháp vào tháng 1 năm 2007. Cô cũng đã biểu diễn trong chương trình "South by Southwest" ở Hoa Kỳ tháng 3 năm 2007. Ngày 2 tháng 5 năm 2007, Right Bank Music đã thông báo rằng Larsen sẽ được sắp xếp để được phát hành nhạc ở Hoa Kỳ.
Ngày 2 tháng 11 năm 2006, tại lễ trao giải MTV châu Âu, Marit đã được nhận được giải Nghệ sĩ Na Uy xuất sắc nhất. Đến tháng 1 năm 2007, cô lại chiến thắng tại giải thưởng Spellemannprisen khi giành giải Nữ ca sĩ xuất sắc nhất & Video âm nhạc xuất sắc nhất (cho video "Don't Save Me"). Đồng thời sau lễ trao giải Spellemannprisen, tháng 1 năm 2007, album đầu tay của Marit cũng chạm tới danh hiệu đĩa Bạch kim với số lượng phát hành trên 40.000 bản và đến tháng 5 năm 2007, nó đã đạt đến 2× Bạch kim.
Tháng 12 năm 2006, Marit trở thành nghệ sĩ có các ca khúc được phát sóng nhiều nhất trên đài phát thanh P3 trong năm 2006. 3 đĩa đơn đầu tiên của cô đã được chơi hơn 880 lần.

### 2008–2010:The ChasevàIf a Song Could Get Me You

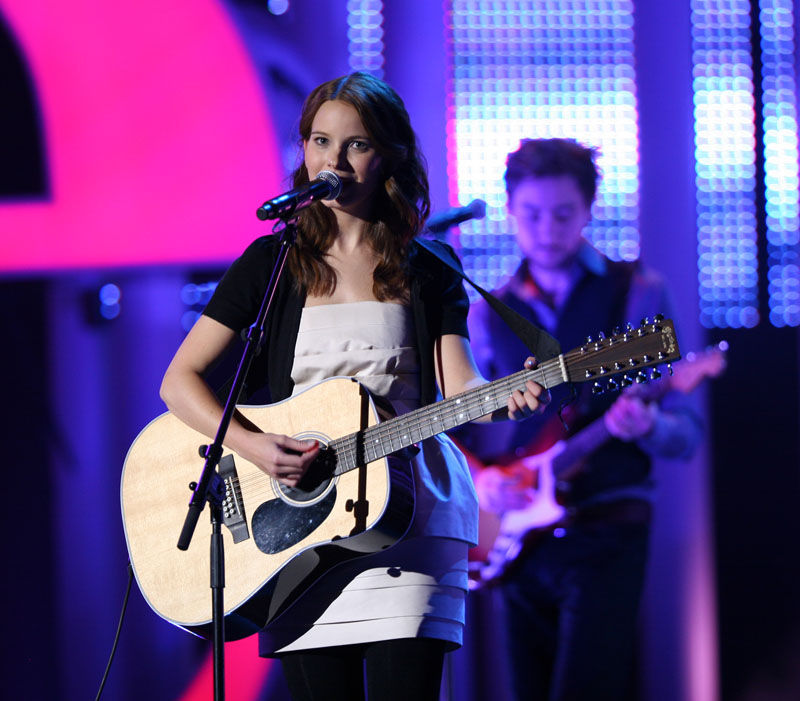
Marit Larsen biểu diễn "If a Song Could Get Me You" tại buổi hòa nhạc Giải Nobel Hòa bình 2008.

Album solo thứ hai của Marit, The Chase, đã được phát hành ở Na Uy ngày 13 tháng 10 năm 2008. Đĩa đơn đầu tiên từ album, "If a Song Could Get Me You" đã rất thành công, có mặt ngay ở vị trí #1 trên Bảng xếp hạng đĩa đơn Na Uy ngay trong tuần đầu phát hành. "If a Song Could Get Me You" cũng là đĩa đơn đầu tiên của Larsen được phát hành quốc tế trên các quốc gia Đức, Áo, Thụy Sĩ và Iceland; ở Đức và Áo, đĩa đơn đã đạt đến vị trí quán quân, còn ở Thụy Sĩ là #2 và Iceland là #22. Ca khúc sau đó đã được đề cử hạng mục Ca khúc của năm của giải Spellemannprisen. Ở trong nước, cô cũng đã phát hành thêm 2 đĩa đơn trích từ album này là "I've Heard Your Love Songs" và "This Is Me, This Is You", tuy đều đạt được những thứ hạng cao trong nước nhưng chúng đã không được phát hành quốc tế.
Đầu năm 2009, Larsen đã tham gia trình diễn trong phần mở đầu buổi biểu diễn mùa xuân ở châu Âu của Jason Mraz. Chính Mraz đã mời cô khi họ gặp nhau trong buổi hòa nhạc của Giải Nobel Hòa bình năm 2008.
Tháng 11 năm 2009, Larsen đã có chuyến lưu diễn Đức - Thụy Sĩ đầu tiên.
Ngày 24 tháng 11 năm 2009, tạp chí Verdens Gang, tạp chí âm nhạc nổi tiếng nhất Na Uy đã phát hành danh sách các bài hát Na Uy hay nhất của thập kỉ 2000–2009, trong đó "Under the Surface" đã đứng ở vị trí số 1 của danh sách. Ca khúc "If a Song Could Get Me You" của cô cũng đã đứng ở vị trí số 4 cùng album "Under the Surface" ở vị trí thứ 2 trong danh sách album xuất sắc nhất trong thập niên 2000.
Marit sau đó đã ghi âm một bản song ca cùng Milow, một ca sĩ kiêm sáng tác nhạc người Bỉ trong bài hát mang tên "Out of My Hands". Ca khúc trước đó đã được phát hành trong album của Milow tên là "Coming of Age" vào năm 2008 tại Bỉ. Phiên bản song ca có sự góp mặt của Marit đã được phát hành vào ngày 12 tháng 2 năm 2010 thông qua tài khoản MySpace chính thức của Milow và trang YouTube của Marit.
Vào tháng 7 năm 2010, Marit đã phát hành một phiên bản khác của đĩa đơn "Don't Save Me".

### 2011–2013: Spark

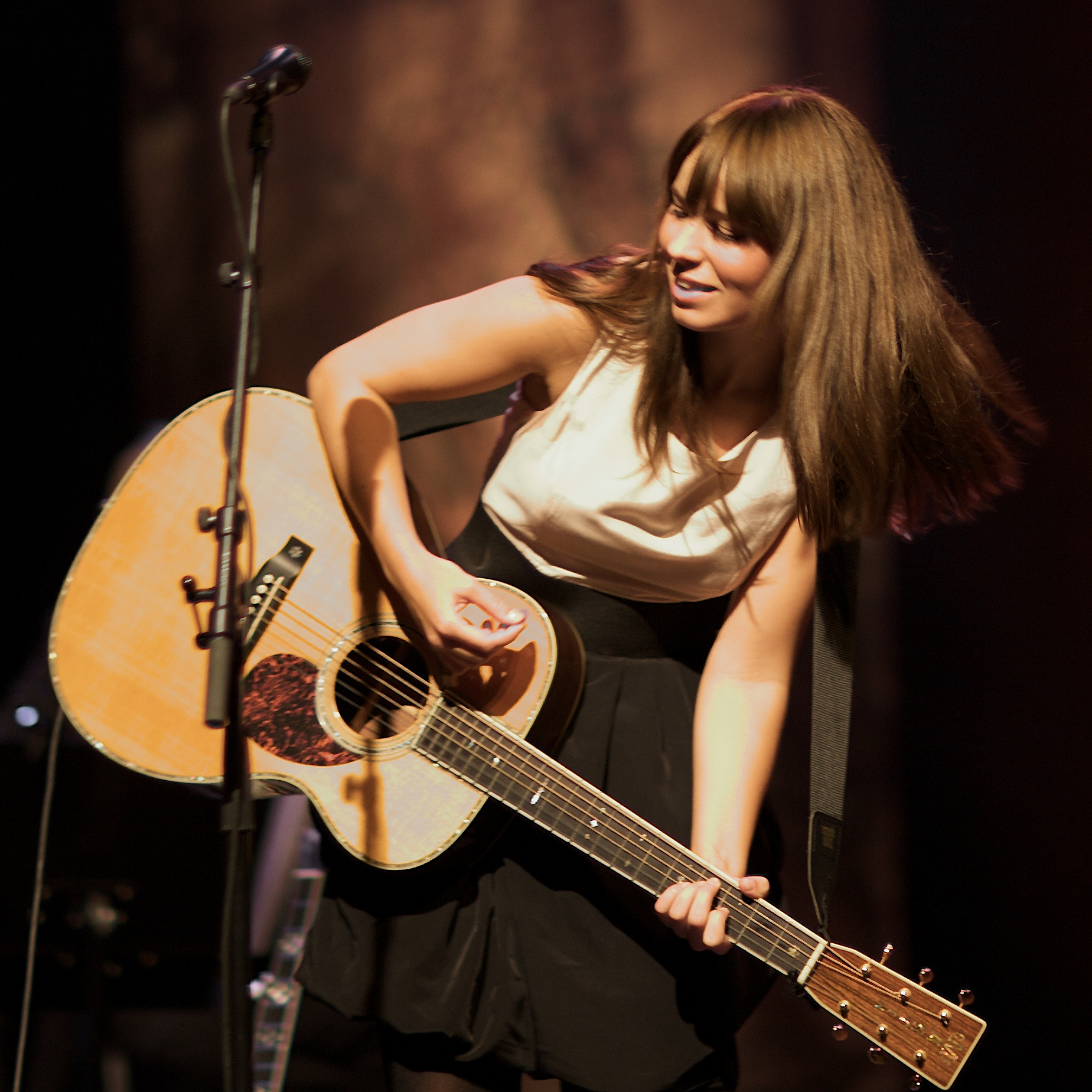
Marit Larsen trong một buổi hòa nhạc năm 2009.

Vào tháng 1 năm 2011, Larsen đã ghi âm ca khúc "Vår Beste Dag" (tạm dịch: Những ngày huy hoàng của đôi ta) bằng tiếng bản ngữ của cô trên NRK. Ca khúc này đã được phát hành riêng tại Na Uy và trở thành ca khúc thành công về mặt thương mại của cô tại quê nhà.
Vào ngày 1 tháng 8, Marit đã bắt tay vào công đoạn ghi âm cho album phòng thu thứ ba của mình tại Propeller Recordings.
Ngày 7 tháng 10, Marit đã thông báo tên album sắp tới của mình sẽ mang tên Spark, có bao gồm 10 ca khúc mới. Album sau đó đã chính thức được phát hành tại Na Uy, Thụy Điển, Phần Lan và Đan Mạch vào ngày 18 tháng 11 và tại Đức, Thụy Sĩ và Áo vào ngày 16 tháng 12. Đĩa đơn đầu tiên, "Coming Home", đã được công bố lần đầu trên NRK P1 và trên tài khoản Facebook của cô vào ngày 15 tháng 10. Video ca nhạc của nó cũng đã được phát hành trên trang web của Verdens Gang vào ngày 12 tháng 11. Cô sau đó cũng đã trình diễn ca khúc này trong vòng chung kết cuộc thi Idol Norge, một phiên bản của loạt chương trình truyền hình thực tế Idol tại Na Uy với sự có mặt của cô bạn Marion Raven từ nhóm nhạc M2M trong vai trò giám khảo.
Marit đã xác nhận trên Twitter rằng cô đã viết được nhiều bài hát cho album tiếp theo.

### 2014–nay: When The Morning Comes
Ngày 14 tháng 7 năm 2014, Marit đã trình làng đĩa đơn đầu tiên mang tên "I Don't Want To Talk about It" trích từ album phòng thu sắp tới của cô When The Morning Comes trên đài phát thanh NRK P3. Đĩa đơn này đã được dự kiến phát hành vào ngày 4 tháng 8 cùng với việc ấn định ngày album sẽ được phát hành vào ngày 20 tháng 10 cùng năm.

## Đời tư

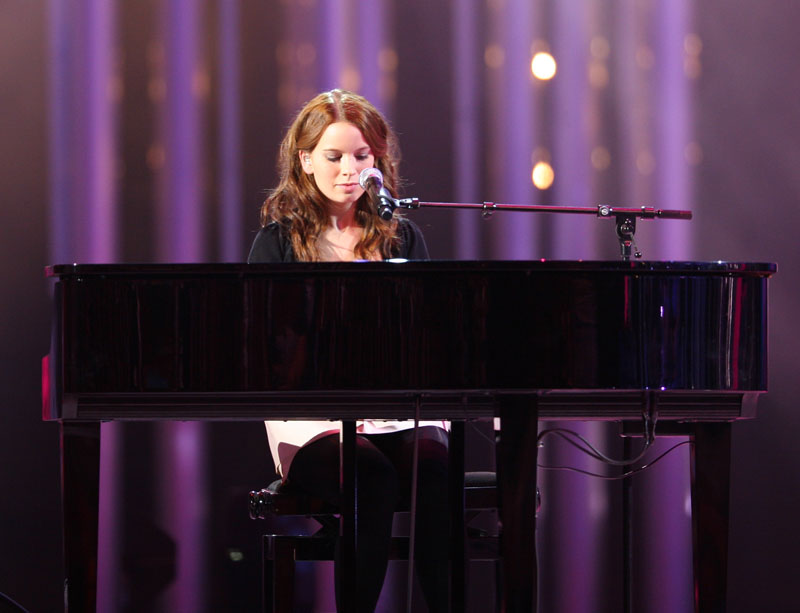
Marit Larsen biểu diễn tại buổi hòa nhạc Giải Nobel Hòa bình 2008.

Marit Larsen đã được sinh ra tại Lørenskog, Na Uy. Cô đã được tiếp xúc và chơi vi-ô-lông từ hồi 5 đến 8 tuổi.
Khi đã trở thành một ca sĩ kiêm sáng tác nhạc, Larsen đã nhận được sự thành công trong ngành công nghiệp âm nhạc khi mới 13 và 14 tuổi. Larsen đã phát hành album đầu tay của mình cùng với cô bạn thuở nhỏ Marion Raven khi mới 12 và 13 tuổi. Dự án âm nhạc của cả hai đã được đề cử cho vô số giải thưởng, có bao gồm giải thưởng Grammy của Na Uy. Với sự thành công không ngờ đến trong sự nghiệp âm nhạc, cả hai đều đã chọn hướng đi âm nhạc của mình theo dòng nhạc pop.
Nhóm nhạc M2M của họ đã ký hợp đồng cùng hãng đĩa Atlantic Records, và cả hai đã cùng nhau bỏ ra vài năm để biểu diễn trên toàn cầu và tham gia các chuyến lưu diễn nhằm quảng bá âm nhạc của họ. Khi cả hai cảm thấy bị căng thẳng và gò ép, họ đã từ bỏ mọi dự án âm nhạc cùng nhau. Sau khi nhóm tan rã, Larsen đã gần như không thể với được tới thị trường âm nhạc chuyên nghiệp được nữa.
Sau nhiều năm vắng bóng, Larsen đã trở lại với công việc sáng tác nhạc, điều mà cô đã thực hiện để thỏa lòng đam mê trong nhiều năm. Cô sau đó đã cho phát hành album đơn ca đầu tay vào năm 2006 và đánh dấu bước đi mới mẻ từ cô sau nhiều năm theo dòng nhạc pop thịnh hành trước đây.
Ngoài niềm đam mê ca hát ra, cô còn có 1 sở thích thứ 2 - cà phê. Hiện tại, cô đang là chủ quán cà phê tại thủ đô Oslo, Na Uy cùng ông xã. Cô đã kết hôn vào ngày 1.8.2016. Năm 2020, họ chào đón cô con gái đầu lòng, đặt tên là Astrid Ira.

## Danh sách đĩa nhạc

### Album phòng thu
| Năm  | Album                                                             | Vị trí xếp hạng | Vị trí xếp hạng | Vị trí xếp hạng | Vị trí xếp hạng | Chứng nhận           | Doanh số         |
| Năm  | Album                                                             | NOR             | GER             | AUT             | SUI             | Chứng nhận           | Doanh số         |
| ---- | ----------------------------------------------------------------- | --------------- | --------------- | --------------- | --------------- | -------------------- | ---------------- |
| 2006 | Under the Surface - Phát hành: 6 tháng 3 năm 2006 - Hãng đĩa: EMI | 3               | —               | —               | —               | - Na Uy: 2× Bạch kim | - Na Uy: 40.000+ |
| 2008 | The Chase - Phát hành: 13 tháng 10 năm 2008 - Hãng đĩa: EMI       | 1               | —               | —               | —               | - Na Uy: Bạch kim    | - Na Uy: 30,000+ |
| 2011 | Spark - Phát hành: 18 tháng 11 năm 2011                           | 2               | 57              | —               | 36              | - Na Uy: Vàng        | - Na Uy: 15,000+ |
| 2014 | When The Morning Comes - Phát hành: 20 tháng 10 năm 2014          | 1               | 71              | —               | 53              | -                    | -                |

### Album tuyển tập
| Năm  | Album                                                       | Vị trí xếp hạng | Vị trí xếp hạng | Vị trí xếp hạng | Vị trí xếp hạng | Chứng nhận      | Doanh số                                                                |
| Năm  | Album                                                       | NOR             | GER             | AUT             | SUI             | Chứng nhận      | Doanh số                                                                |
| ---- | ----------------------------------------------------------- | --------------- | --------------- | --------------- | --------------- | --------------- | ----------------------------------------------------------------------- |
| 2009 | If a Song Could Get Me You - Phát hành: 14 tháng 8 năm 2009 | —               | 3               | 7               | 2               | - Thụy Sĩ: Vàng | - Thế giới: 160.000+ - Đức: 100,000+ - Na Uy: 1.500+ - Thụy Sĩ: 15,000+ |

### Đĩa đơn
| Năm        | Tên đĩa đơn                     | Vị trí xếp hạng | Vị trí xếp hạng | Vị trí xếp hạng | Vị trí xếp hạng | Vị trí xếp hạng | Album                      |
| Năm        | Tên đĩa đơn                     | NOR             | GER             | AUT             | SWI             | EU              | Album                      |
| ---------- | ------------------------------- | --------------- | --------------- | --------------- | --------------- | --------------- | -------------------------- |
| 2006       | "Don't Save Me"                 | 1               | —               | —               | —               | —               | Under the Surface          |
| 2006       | "Under the Surface"             | 6               | —               | —               | —               | —               | Under the Surface          |
| 2006       | "Only a Fool"                   | 14              | —               | —               | —               | —               | Under the Surface          |
| 2008/ 2009 | "If a Song Could Get Me You"    | 1               | 1               | 1               | 2               | 5               | The Chase                  |
| 2010       | "Under the Surface" (Phối lại)  | —               | 38              | 64              | —               | —               | If a Song Could Get Me You |
| 2010       | "Don't Save Me" (Phối lại)      | —               | —               | 47              | 63              | —               | If a Song Could Get Me You |
| 2011       | "Vår Beste Dag"                 | 1               | —               | —               | —               | —               |                            |
| 2011       | "Coming Home"                   | 18              | 75              | 104             | —               | —               | Spark                      |
| 2014       | "I Don't Want to Talk About It" | –               | –               | –               | –               | –               | When the Morning Comes     |

### Đĩa đơn hợp tác
| Năm  | Tên                                                 | Vị trí xếp hạng cao nhất | Vị trí xếp hạng cao nhất | Vị trí xếp hạng cao nhất | Vị trí xếp hạng cao nhất | Vị trí xếp hạng cao nhất | Album           |
| Năm  | Tên                                                 | NOR                      | AUT                      | GER                      | SWI                      | EU                       | Album           |
| ---- | --------------------------------------------------- | ------------------------ | ------------------------ | ------------------------ | ------------------------ | ------------------------ | --------------- |
| 2010 | "Out Of My Hands" (hợp tác cùng Milow)              | –                        | 44                       | 19                       | 21                       | –                        | Milow           |
| 2010 | "Oh My Sweet Carolina" (hợp tác cùng Milow)         | –                        | –                        | –                        | –                        | –                        | Milow           |
| 2012 | "God Natt" (hợp tác cùng Vinni)                     | –                        | –                        | –                        | –                        | –                        | Oppvåkningen    |
| 2014 | "Take Everything Back" (hợp tác cùng Sondre Lerche) | –                        | –                        | –                        | –                        | –                        | The Sleepwalker |

### Video âm nhạc
| Năm  | Tên                             |
| ---- | ------------------------------- |
| 2006 | "Don't Save Me"                 |
| 2006 | "Under the Surface"             |
| 2009 | "If A Song Could Get Me You"    |
| 2010 | "Under the Surface" [Version 2] |
| 2010 | "Out Of My Hands" (cùng Milow)  |
| 2010 | "Don't Save Me" [Version 2]     |
| 2010 | "Fuel"                          |
| 2011 | "Coming Home"                   |
| 2014 | "I Don't Want To Talk About It" |

## Các đề cử và Giải thưởng
| Năm  | Giải thưởng                       | Hạng mục                                                                        | Kết quả   |
| ---- | --------------------------------- | ------------------------------------------------------------------------------- | --------- |
| 2006 | Giải Âm nhạc châu Âu của MTV      | Nghệ sĩ Na Uy xuất sắc nhất                                                     | Đoạt giải |
| 2006 | Spellemannprisen                  | Video xuất sắc nhất (cho "Don't Save Me")                                       | Đoạt giải |
| 2006 | Spellemannprisen                  | Nghệ sĩ nữ xuất sắc nhất                                                        | Đoạt giải |
| 2006 | Spellemannprisen                  | Ca khúc xuất sắc nhất (cho "Under the Surface")                                 | Đoạt giải |
| 2007 | Norwegian Alarm-awards            | Thể hiện nhạc pop xuất sắc nhất                                                 | Đoạt giải |
| 2009 | Giải Norsk Artistforbund Honorary | Nghệ sĩ xuất sắc nhất                                                           | Đoạt giải |
| 2009 | Giải Radio Regenbogen             | Hörer-Preis                                                                     | Đoạt giải |
| 2009 | Spellemannprisen                  | Nghệ sĩ nữ xuất sắc nhất                                                        | Đề cử     |
| 2009 | Spellemannprisen                  | Bài hát ăn khách của năm (cho "If a Song Could Get Me You")                     | Đề cử     |
| 2009 | VG Newspaper Award                | Bài hát của nghệ sĩ người Na Uy xuất sắc nhất thập kỉ (cho "Under the Surface") | Đoạt giải |
| 2010 | Echo Music Award                  | Nữ nghệ sĩ quốc tế nhạc Rock/Pop xuất sắc nhất                                  | Đề cử     |
| 2010 | Echo Music Award                  | Nghệ sĩ quốc tế mới xuất sắc nhất                                               | Đề cử     |
| 2010 | Gammleng-prisen                   | Nghệ sĩ nhạc pop xuất sắc nhất                                                  | Đoạt giải |
| 2011 | Giải Music Export Norway          | Nghệ sĩ xuất sắc nhất                                                           | Đoạt giải |
| 2012 | Spellemannprisen                  | Nghệ sĩ nữ xuất sắc nhất (cho "Spark")                                          | Đề cử     |
| 2012 | Spellemannprisen                  | Nhạc sĩ xuất sắc nhất                                                           | Đề cử     |
| 2012 | Drums.de MUSIK FACH-Award         | Album xuất sắc nhất năm 2012 (cho "Spark")                                      | Đoạt giải |